# Dennis Castillo
Dennis Esteban Castillo Romero (Desamparados, 30 de abril de 1993) es un futbolista costarricense. Juega como defensa y su equipo actual es el Pérez Zeledón de la Primera División de Costa Rica.

## Trayectoria
Dennis Castillo hizo sus divisiones menores en una filial del Deportivo Saprissa (Saprissa de Corazón), club al que ingresó en 2006 y se mantuvo hasta el 2011.
A los 18 años solicitó ingresar al programa de fútbol masculino de la Universidad de la Mancomunidad de Virginia, donde fue fichado por un año por el equipo universitario VCU Rams.  Debido a su buen desempeño deportivo, jugó 18 partidos como titular en la temporada de 2012 y anotó 6 goles. Después de tres años jugando con la Universidad , tuvo una distinción personal en 2015,  al ser delcarado  el major defensa del año de la Premier Development League.
Castillo se mantuvo en Virginia hasta el 2015, cuando decidió realizar una carrera profesional en el fútbol. El 11 de enero de 2016, fue colocado en el Super Draft y fue fichado por el Colorado Rapids de la MLS. Hizo su debut el  23 de abril el año
El jugador ha integrado otros equipos de Estados Unidos, como la Sub-23 del Portland Timbers en el que jugó 13 encuentros en 2015 y el Charlotte Independence de la United Soccer League, donde fue cedido a préstamo en 2016.
Castillo además ha formado parte de procesos Sub-18 y Sub-20 de la Selección Nacional de Costa Rica.

## Clubes
| Club                              | País           | Año               |
| --------------------------------- | -------------- | ----------------- |
| Portland Timbers (Sub-23)         | Estados Unidos | 2014 - 2015       |
| Colorado Rapids                   | Estados Unidos | 2016              |
| Charlotte Independence (Préstamo) | Estados Unidos | 2016              |
| Colorado Rapids                   | Estados Unidos | 2016 - 2018       |
| Pérez Zeledón                     | Costa Rica     | 2019 - Actualidad |